# Ludwik Szaciński
Ludwik Szaciński de Rawicz (16. dubna 1844, Suwałki – 8. července 1894 na ostrově Ormøya v Norsku) byl polský fotograf, účastník lednového povstání a emigrant. Jeden z prvních profesionálních fotografů v Norsku.

## Životopis
Narodil se v Suwałki jako čtvrtý z deseti dětí Felikse a Józefy rozené Frydrychové. Rodina Szacińských přišla do Suwałki z litevského města Wierzociąg. Ludwik byl poslán do kadetní školy ve Varšavě, kde zůstal až do vypuknutí lednového povstání. Zúčastnil se bojů a za své služby získal hodnost poručíka kavalérie. Při útěku z ruského vězení utrpěl zranění nohy. Emigroval do zahraničí a rok cestoval po Evropě, pravděpodobně navštívil Vídeň, Paříž a Švýcarsko. Spolu se svým mladším bratrem Kazimierzem a přáteli – Władysławem Strutyńským a Michałem Wielgoławským – dorazil do Christianie v Norsku, kde se usadil.
Díky svému talentu a dovednostem navazování kontaktů se rychle stal nejžádanějším fotografem ve městě. Dne 9. září 1871 se oženil s rybářovou dcerou Huldou Hansenovou. Měli spolu syna Stanniho.
Ludwik Szaciński se zasloužil o založení Norské fotografické společnosti a odborového svazu fotografů, jehož byl předsedou. V roce 1882 mu bylo uděleno norské občanství. V roce 1888 byl jmenován královským dvorním fotografem. Ve svém ateliéru na ulici Karl Johansgata 4 fotografoval mimo jiné také královskou rodinu, švédskou aristokracii nebo umělce. Mezi jeho studenty patřil také dvorní fotograf pocházející ze Švédska Karl Anderson. Szaciński také spolupracoval s policií, pro kterou pořizoval portréty zadržených prostitutek.
Za svou práci získal ocenění v Paříži, ve Vídni, Drážďanech, Filadelfii i Christianii. Byl příznivcem lovu a rybolovu. Patřil k norské lovecké společnosti.
Dne 8. července 1894 spáchal sebevraždu v lovecké chatě na ostrově Ormøya. Byl pohřben s honoracemi.
Po smrti svého manžela Hulda Szaciński pokračovala ve vedení rodinného ateliéru. Přestěhovala se na adresu Karl Johans gade 20 a vedla ji, dokud ji v roce 1916 neprodala Selmeru Norlandovi.

## Galerie

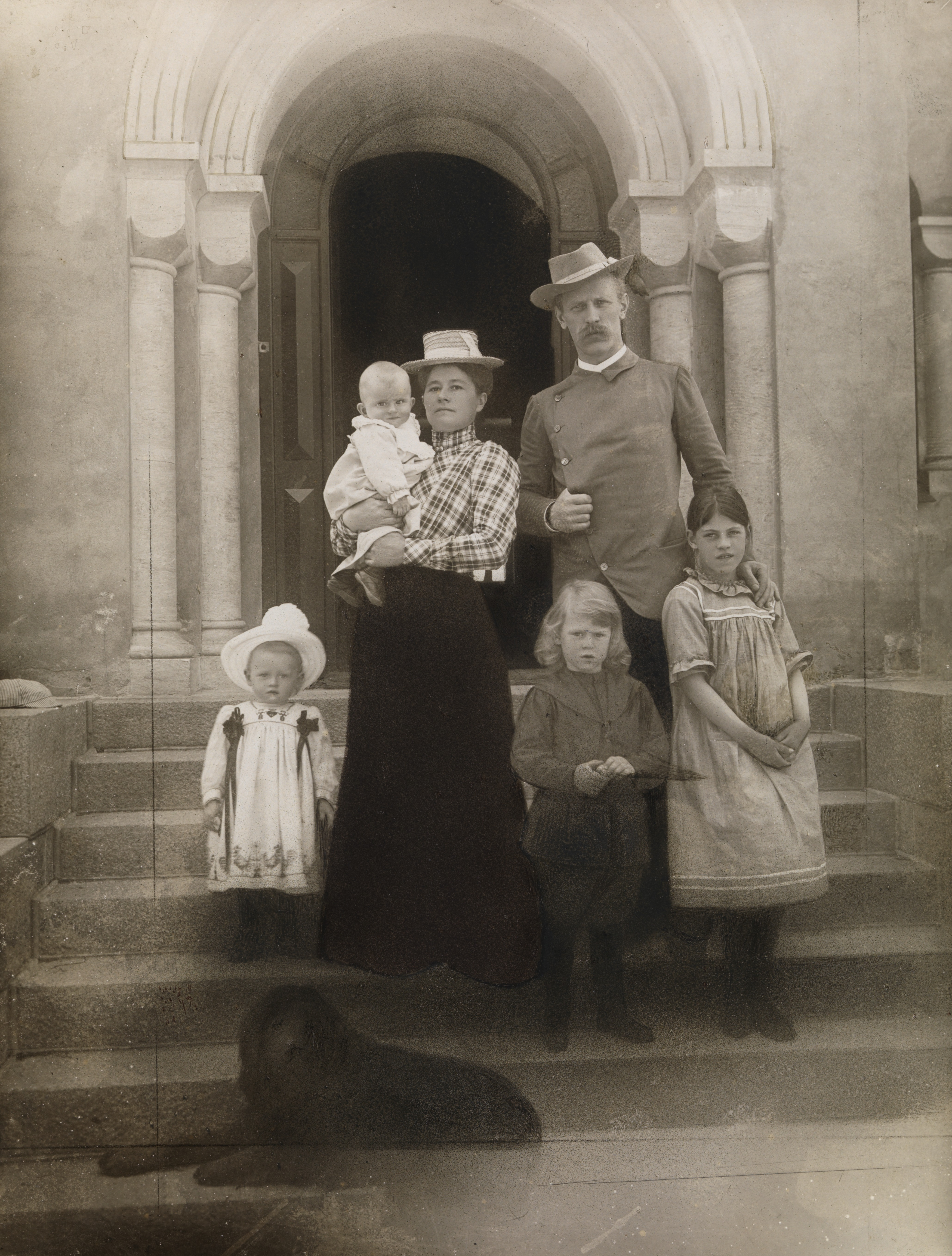
Fridtjof Nansen se svou rodinou v Polhøgdě. Vpředu zleva: Irmelin, Odd (nesen jeho matkou), Eva Nansenová, Kåre a Liv.
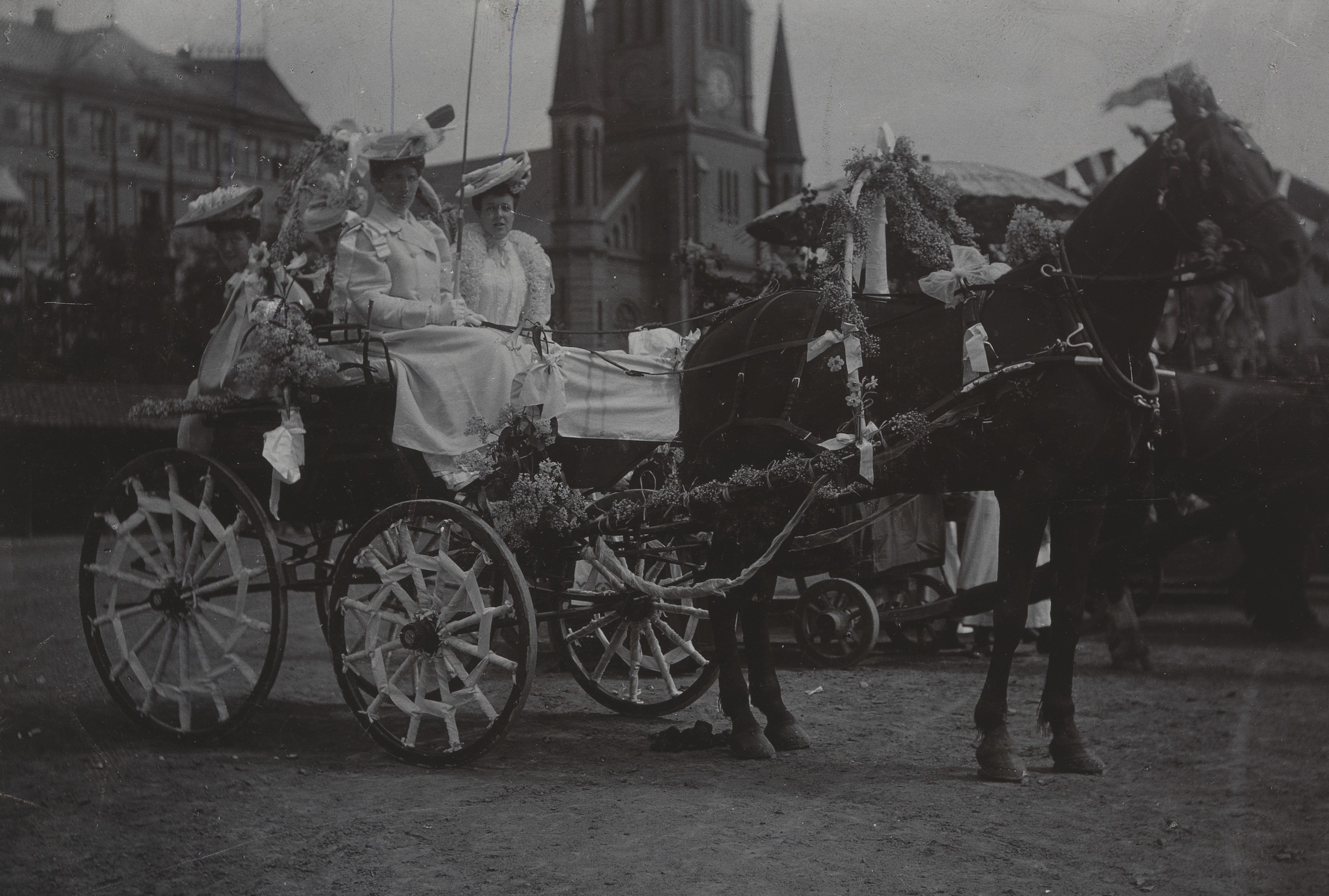
Zleva Julie Heiberg, Thea Sommerfeldt a Bebba Fougner. Ve městě jezdí v kočáru taženém koňmi.
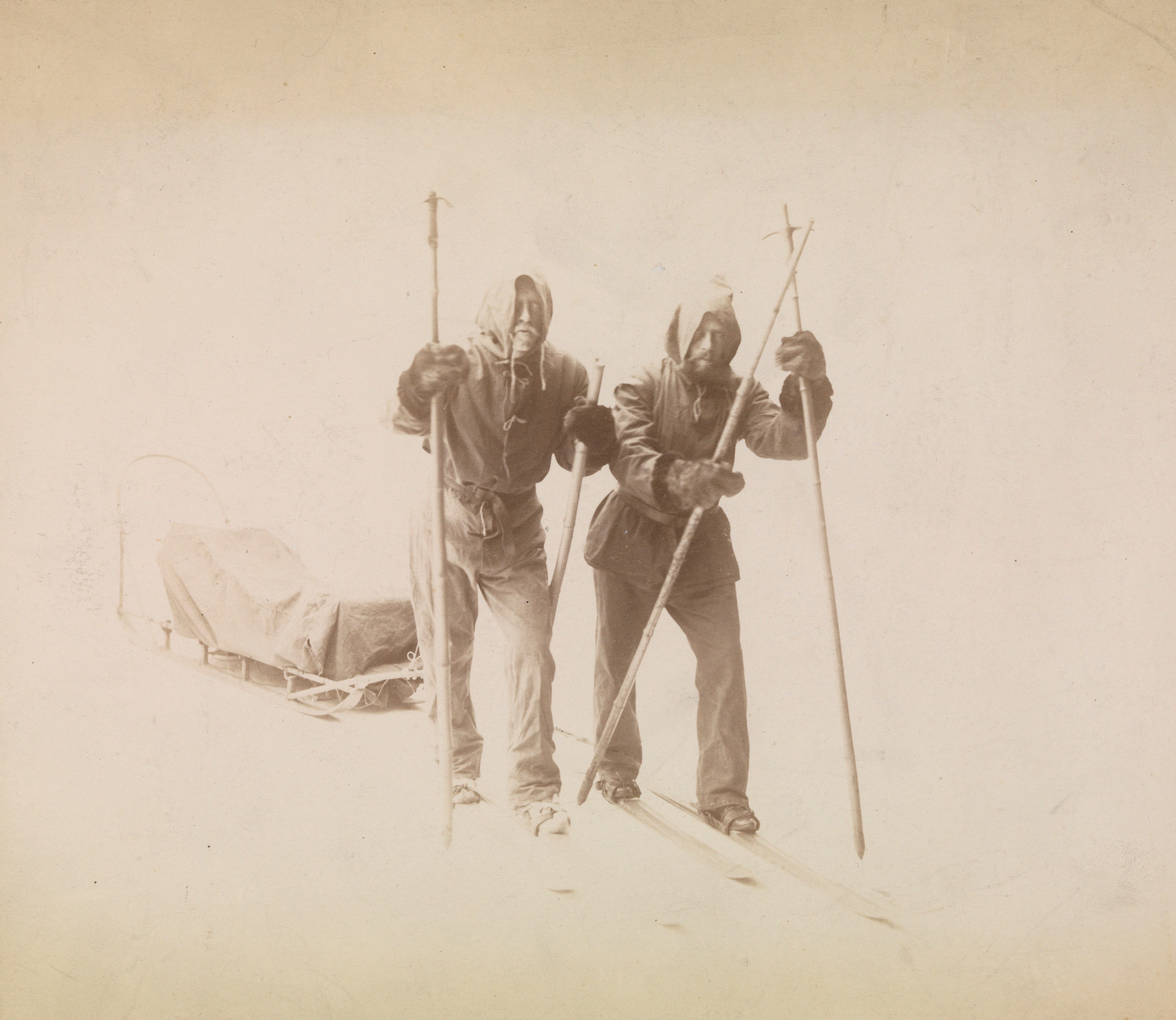
Polárníci Fridtjof Nansen (vlevo) a Otto Neumann Knoph Sverdrup táhnou saně. Pózují ve fotoateliéru. Protože sám pořizoval všechny fotografie během Grónské expedice, musely být rekonstruovány ilustrace, které zobrazovaly Fridtjofa Nansena v akci. Ty měly být použity v knize o přechodu Grónska. 1889–1890.
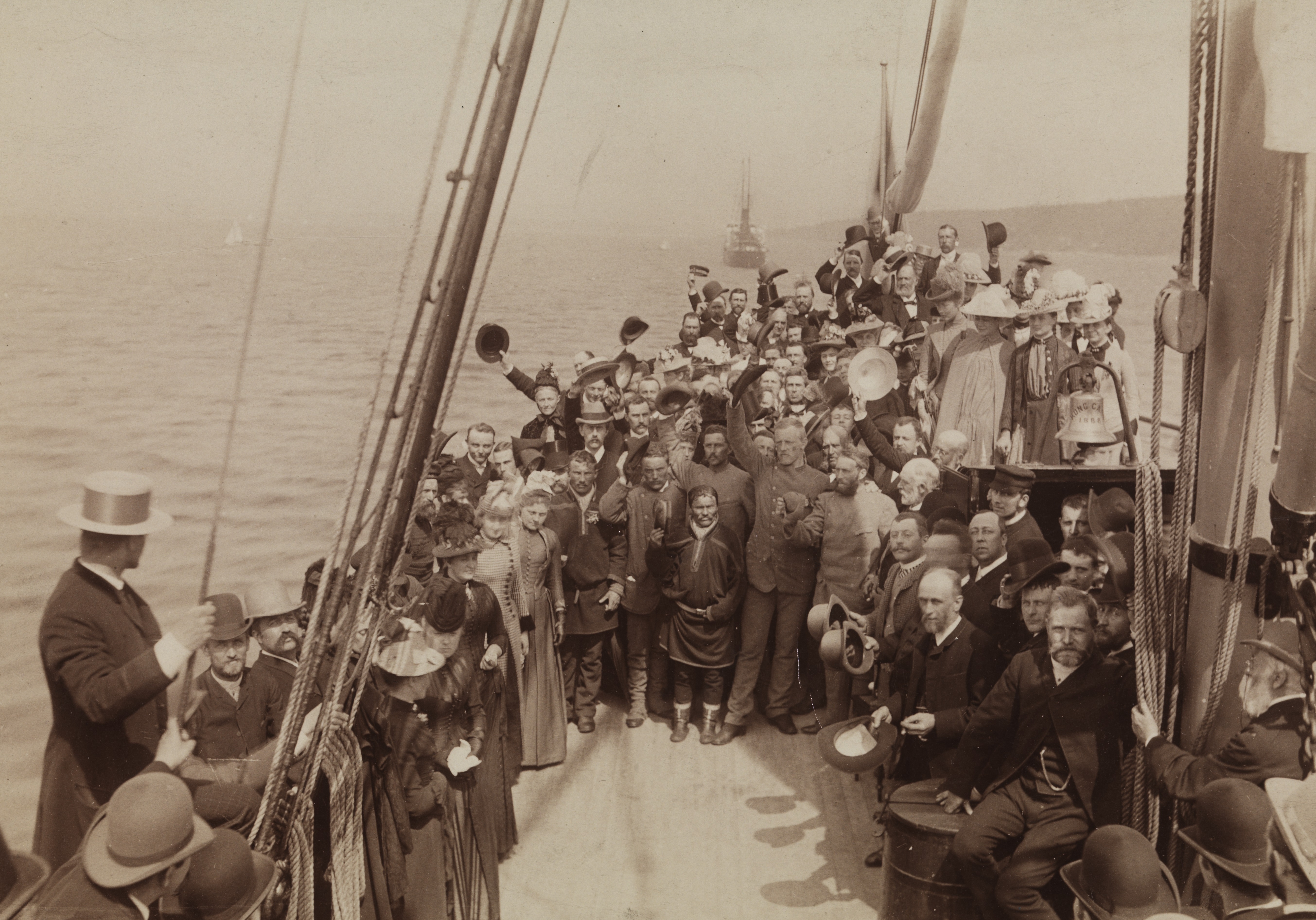
Členové grónské expedice na palubě «Kong Carl» na cestě domů do Christianie. Uprostřed, stojící mezi cestujícími, Samuel (Johnsen) Balto, za ním zleva: Ole (Nielsen) Ravna, Kristian Kristiansen (Trana), Oluf Christian Dietrichson, Fridtjof Nansen a Otto Neumann Knoph Sverdrup.
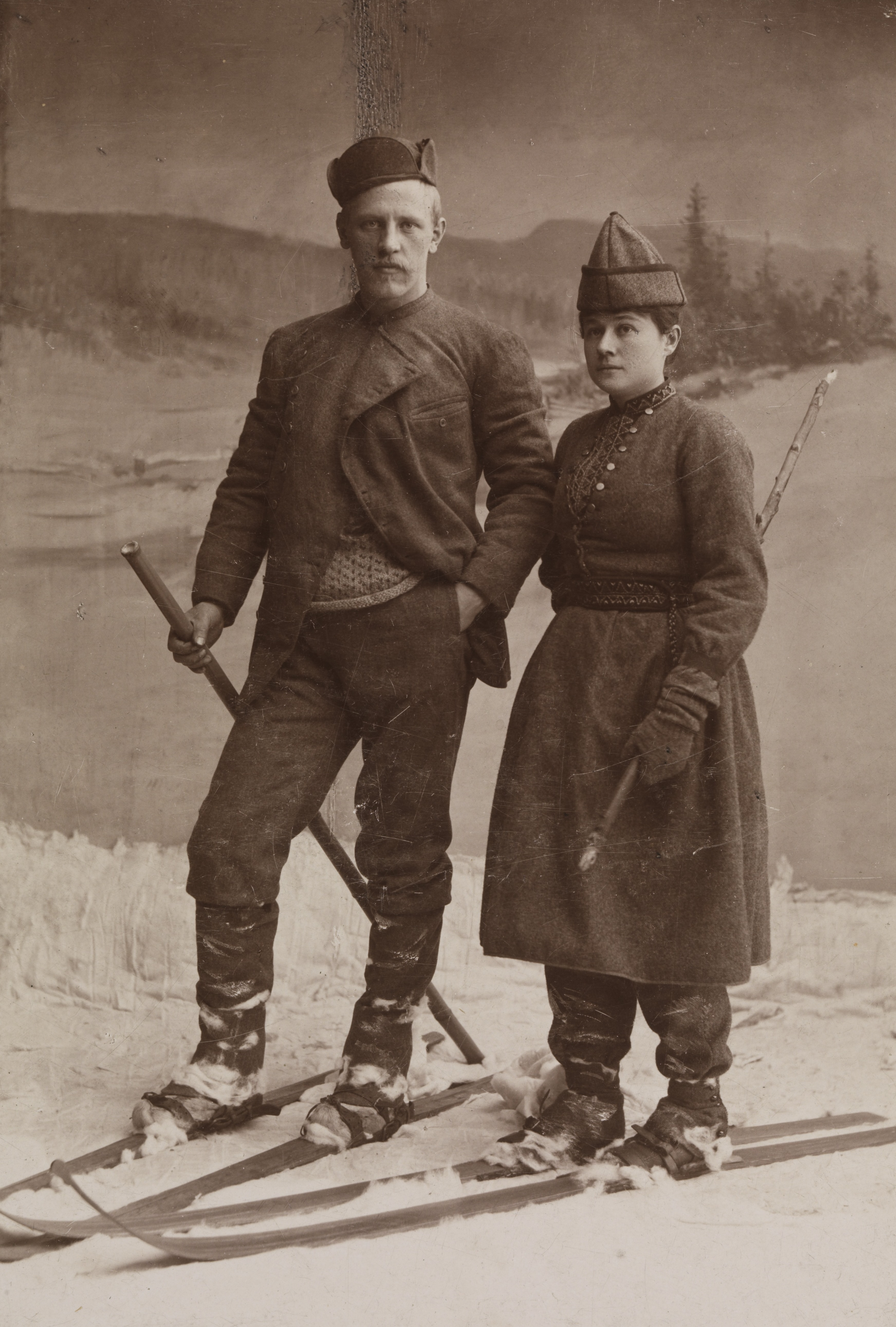
Fridtjof Nansen a Eva Nansenová pózují na lyžích ve fotoateliéru
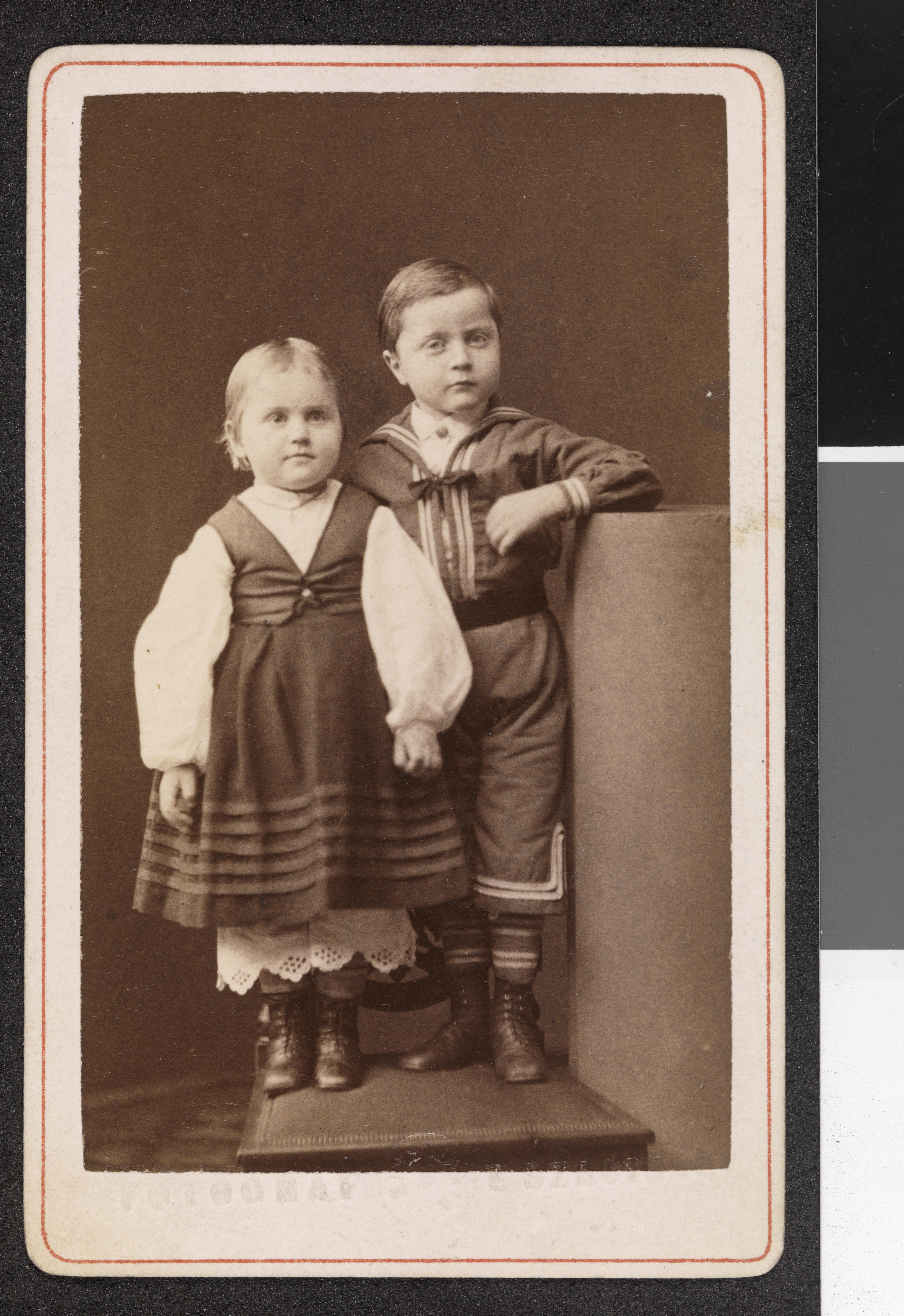
Bergliot Ibsen a Erling Bjørnson som barn, 1872–1873
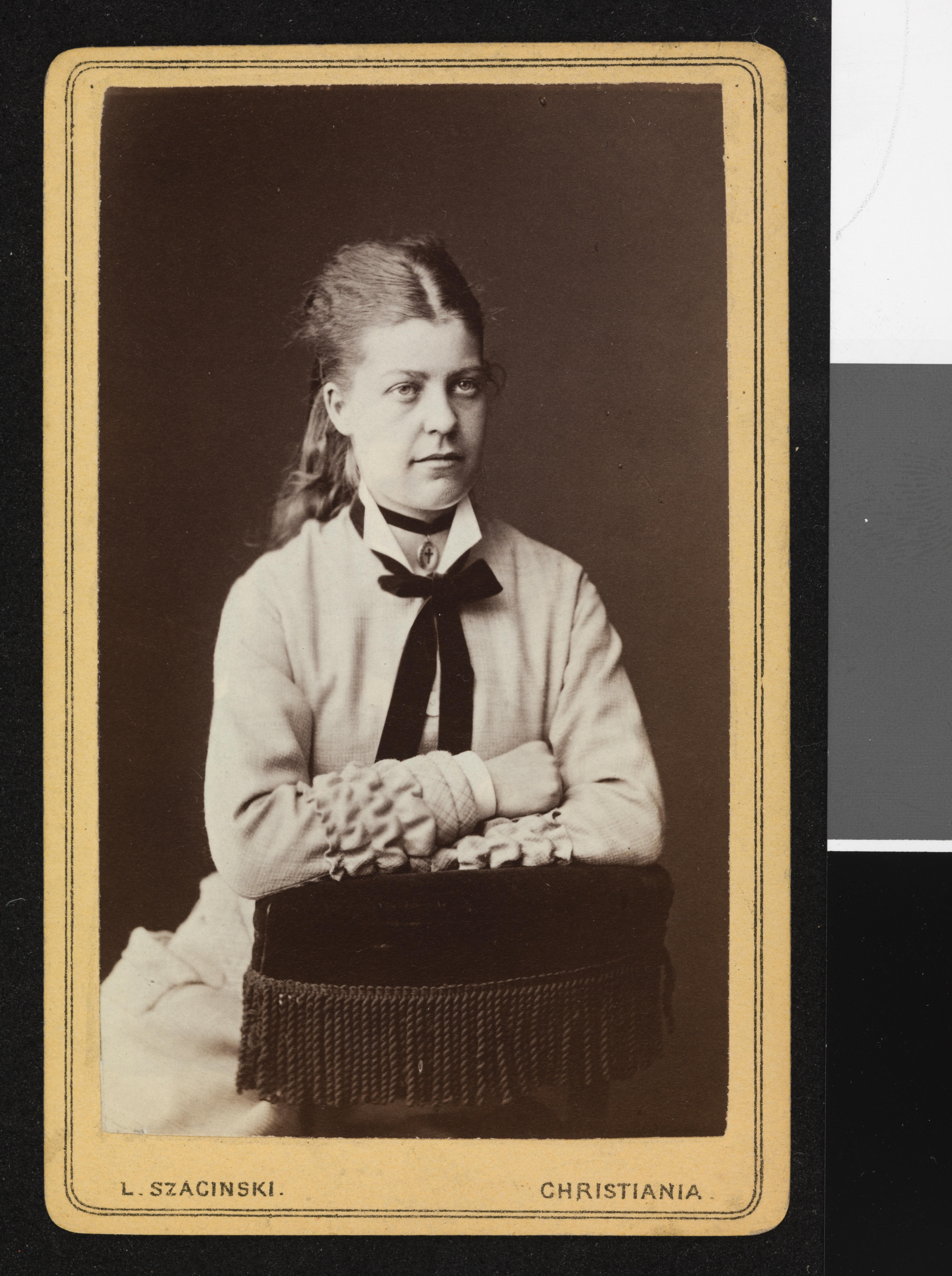
Portrét neznámé dívky
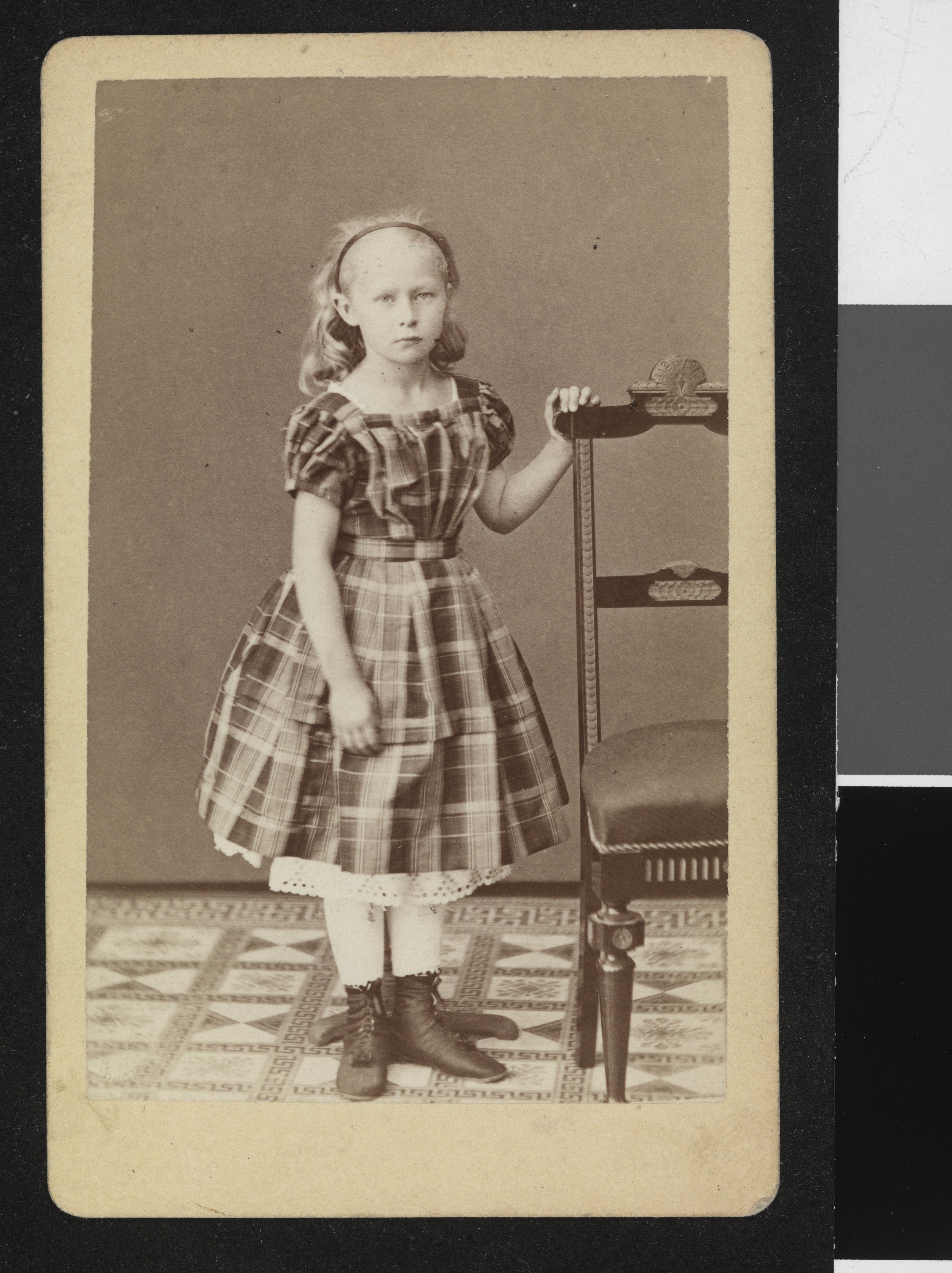
Portrét neznámé dívky